# زين البحار (مسرحية)
زين البحار، مسرحية أطفال كويتية

## بطولة
- فاطمة الصفي بشخصية (شرشورة).
- بشار الشطي بشخصية (مرجان).
- علي كاكولي بشخصية(رعدي).
- حمد أشكناني بشخصية ( قبطان السفينة)
- مروى بن صغير بشخصية (قنديلة)
- فرقة شياب بشخصيات (كركر، كركار،كركور)
- حلا الترك بشخصية (زين)